# ピーター・バーグ
ピーター・バーグ（Peter Berg, 1962年3月11日 - ）は、アメリカの俳優、映画監督、プロデューサー、脚本家。

## 経歴
1962年、ニューヨーク生まれ。コネチカット州にある私立高校を卒業後、マカレスター大学に進学し演劇文芸、演劇史を専攻する。在学中に映画界のキャリアを積むためロサンゼルスへ住まいを移し、そこでさらにバーグの演劇熱に火がついた結果、勉学を捨てて制作進行の職に就いた。
1986年、テレビドラマ『ザ・シークレット・ハンター(The Equalizer)』で俳優デビュー。その後も映画・テレビの出演を重ねていき、なかでも代表作となったのがドラマ『シカゴ・ホープ』のビリー・クロンク役だった。『シカゴ・ホープ』は出演するより先に2話分の脚本を書いており、シリーズの出演終盤には監督としても参加している。劇場映画の監督デビュー作は、キャメロン・ディアス主演の『ベリー・バッド・ウェディング』。
私生活では長年付き合っていたエリザベス・ロジャースと1993年8月28日に結婚、1996年に離婚をしている。2003年から2006年春頃にかけては、エステラ・ウォーレンとともにプレミア会場など公の場へ姿を現すなどしていた。

## 主な作品

### 映画
| 年   | 作品                                                | 出演                 | 備考                         |
| ---- | --------------------------------------------------- | -------------------- | ---------------------------- |
| 1989 | ショッカー Shocker                                  | ジョナサン・パーカー |                              |
| 1991 | レイト・フォー・ディナー Late for Dinner            | フランク・ラブグレン |                              |
| 1992 | 真夜中の戦場/クリスマスを贈ります A Midnight Clear  | バド・ミラー         |                              |
| 1993 | アスペン Aspen Extreme                              | デクスター・ルテキ   |                              |
| 1996 | ガール6 Girl 6                                      | 客                   |                              |
| 1997 | コップランド Cop Land                               | ジョーイ・ランドーン |                              |
| 1998 | ベリー・バッド・ウェディング Very Bad Things        | N/A                  | 監督・脚本                   |
| 2001 | コーキー・ロマーノ FBI潜入捜査官? Corky Romano      | ポーリー・ロマーノ   |                              |
| 2003 | ランダウン ロッキング・ザ・アマゾン The Rundown     | N/A                  | 監督                         |
| 2004 | コラテラル Collateral                               | リチャード           |                              |
| 2004 | プライド 栄光への絆 Friday Night Lights             | N/A                  | 監督                         |
| 2006 | スモーキン・エース/暗殺者がいっぱい Smokin' Aces    | ピート・ディークス   |                              |
| 2007 | 大いなる陰謀 Lions for Lambs                        | ファルコ中佐         |                              |
| 2007 | キングダム/見えざる敵 The Kingdom                   | FBI捜査官            | 監督・製作・カメオ出演       |
| 2007 | ラースと、その彼女 Lars and the Real Girl           | N/A                  | 製作総指揮                   |
| 2008 | ハンコック Hancock                                  | 医師                 | 監督・カメオ出演             |
| 2010 | ルーザーズ The Losers                               | N/A                  | 脚本                         |
| 2012 | バトルシップ Battleship                             | ソナー兵             | 監督・製作・カメオ出演       |
| 2013 | ローン・サバイバー Lone Survivor                    | ネイビーシールズ隊員 | 監督・脚本・製作・カメオ出演 |
| 2014 | ヘラクレス Hercules                                 | N/A                  | 製作総指揮                   |
| 2016 | バーニング・オーシャン Deepwater Horizon            | スキップ             | 監督・カメオ出演             |
| 2016 | パトリオット・デイ Patriots Day                     | N/A                  | 監督・脚本・原案             |
| 2016 | 最後の追跡 Hell or High Water                       | N/A                  | 製作                         |
| 2017 | ウインド・リバー Wind River                         | N/A                  | 製作                         |
| 2018 | マイル22 Mile 22                                    | ルーカス             | 監督・製作・カメオ出演       |
| 2020 | スペンサー・コンフィデンシャル Spenser Confidential | N/A                  | 監督・製作                   |

### テレビドラマ
- シカゴ・ホープ Chicago Hope （1995年 - 1999年、ビリー・クロンク役） 監督・脚本
- エイリアス Alias （2002年、ノア・ヒックス役）